# Drosophila fascioloides
Drosophila fascioloides är en tvåvingeart som beskrevs av Theodosius Dobzhansky och Crodowaldo Pavan 1943. Drosophila fascioloides ingår i släktet Drosophila och familjen daggflugor.
Artens utbredningsområde sträcker sig från Costa Rica till Brasilien.